# Franz Pilati von Tassul
Franz Pilati von Tassul, anche menzionato come Franz Pilati von Thassul e Franz Pilati von Tassulo (Bausin, 14 novembre 1746 – Pécs?, 16 ottobre 1805), è stato un generale austriaco.

## Biografia
Figlio del barone Josef Pilati von Tassul (Vienna, 1º ottobre 1708 - Linz, 3 luglio 1759) e della baronessa Maria Theresia von Manstorf-Daxberg (Linz, 29 ottobre 1702 - 18 luglio 1781), entrò nell'accademia militare di Wiener Neustadt il 4 settembre 1764. Sottotenente nel 1768 servì nel Reggimento Cavalleggeri N.1 dell'esercito imperiale.
Nell'ottobre del 1792 prese parte all'assedio di Spira contesa alle truppe francesi ed ebbe tra i suoi sottoposti il tenente Giuseppe Lechi, futuro generale di Napoleone Bonaparte.
Nel 1796 col grado di colonnello comandò il Reggimento Cavalleggeri N.1 a Radkersburg. Nel 1799 promosso maggior generale comandò la brigata di cavalleria di stanza a Seghedino (Ungheria). Nel maggio del 1800 fu comandato in Italia agli ordini del generale conte G. Palffy nel contrasto dell'avanzata francese di Napoleone Bonaparte in Piemonte.
Il 26 maggio partecipò alla battaglia del ponte sul torrente Chiusella nei pressi di Romano Canavese, ove il generale Palffy cadde in combattimento. Due giorni dopo, il 28 maggio, inquadrato nella divisione del generale Karl Hadik von Futak, si scontrò nuovamente con l'avanguardia nemica francese sul fiume Orco nei pressi di Foglizzo.
Il 14 giugno 1800 combatté nella battaglia di Marengo. Verso mezzogiorno la "Brigata Pilati", composta da tre squadroni del Reggimento dragoni N.1 con 399 uomini e da sei squadroni del Reggimento dragoni N.4 con 1.053 uomini, fu attaccata dalla cavalleria del generale francese François Étienne Kellermann mentre in offensiva guadava il rio Fontanone in posizione sfavorevole e costretta a ripiegare dopo aspro combattimento. Le sorti della battaglia restarono comunque a favore degli austriaci fino all'inattesa entrata in campo del generale francese Louis Charles Antoine Desaix che mise in rotta gli austriaci. A sera, nella confusione della disfatta, i resti della Brigata Pilati tentarono un'ultima resistenza nel borgo di Marengo ma furono sbaragliati.
Nel 1805 era inquadrato nell'Esercito del Danubio. Ferito nel combattimento probabilmente presso Pécs, soccombette il 16 ottobre 1805. Altri indicano il 28 agosto (Roots Web World Connect Project) e il 31 agosto (Leopold Kudna "Biographical Dictionnary of all Austrian Generals etc.") date improbabili perché anteriori all'inizio delle ostilità (8 settembre 1805).
Fu membro degli Illuminati di Baviera.

## Controversie

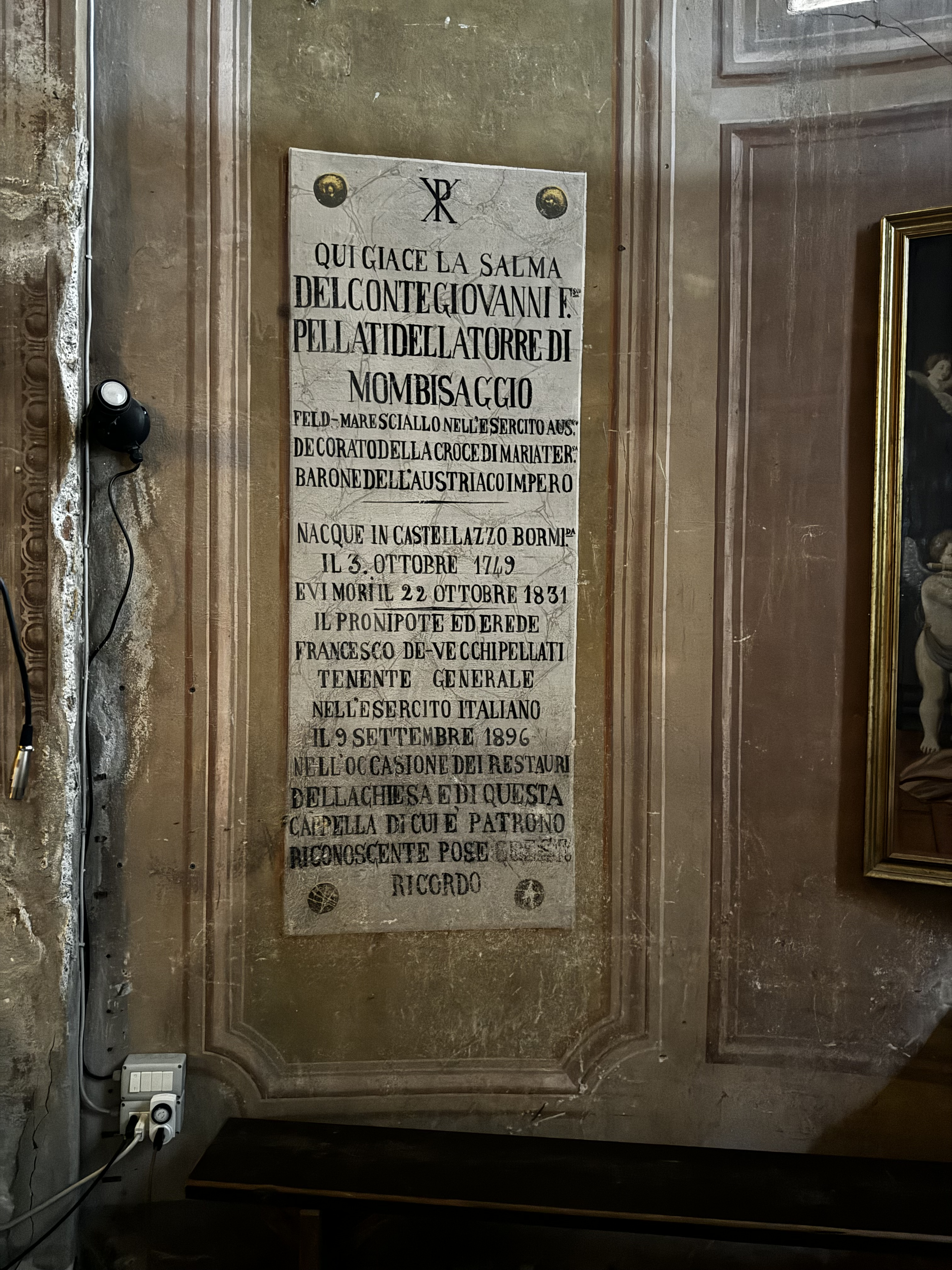
Tomba di Francesco Pellati della Torre nella cappella di famiglia nella chiesa di Santa Maria della Corte di Castellazzo Bormida.

Gli storici Hermann Hueffer, Alfred Julius Moritz Herrmann e il capitano V. Pittaluga hanno avanzato l'ipotesi, non dimostrata, che Franz Pilati fosse in realtà il conte Giovanni Francesco Pellati della Torre di Mombisaggio, suddito sabaudo, nativo di Castellazzo Bormida che avrebbe optato da giovane per la carriera militare presso l'esercito austriaco, cambiando poi il suo gentilizio in Franz Pilati von Tassul. Tale ipotesi sembrerebbe però essere smentita tanto da alcuni documenti ufficiali austriaci, tanto da una lapide presente nella chiesa di S. Maria della Corte a Castellazzo Bormida, in cui viene indicato che Giovanni Francesco Pellati sarebbe nato il 3 ottobre 1749 (Castellazzo Bormida) e morto il 22 ottobre 1831 (Castellazzo Bormida).